# فرنسيس باكلي
فرنسيس باكلي هو ناطق رسمي وشخصية أعمال كندي، ولد في 8 أبريل 1921 في تورونتو في كندا، وتوفي في 1 فبراير 2016.